# تسوکویومی ۱۰۴۱۲
سیارک ۱۰۴۱۲ (به انگلیسی: 10412 Tsukuyomi، نامگذاری:1997YO4) ده هزار و چهارصد و دوازدهمین سیارک کشف شده‌است که در ۲۱ دسامبر ۱۹۹۷ کشف شد.
قدر مطلق سیارک برابر ۱۲٫۶۰ است.